# Jay Leland Benedict

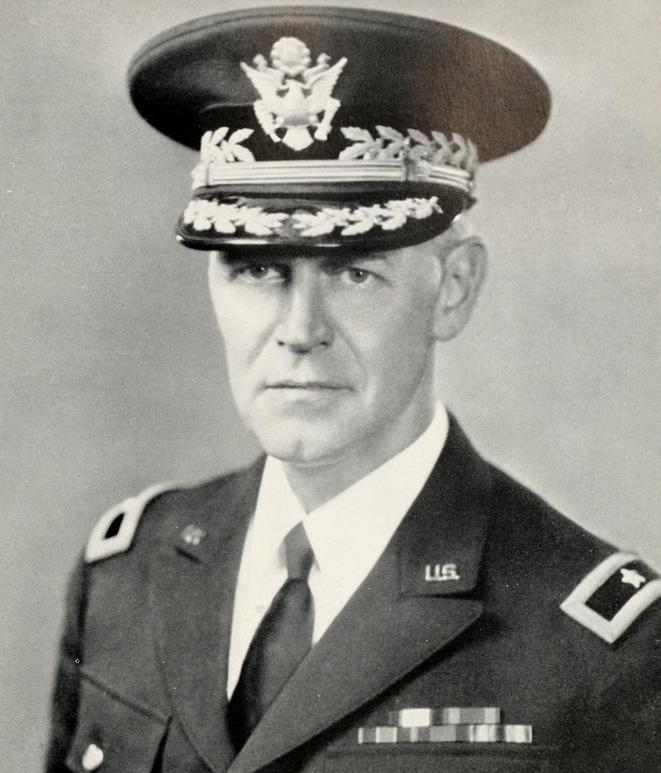
Jay Leland Benedict

Jay Leland Benedict (* 14. April 1882 in Hastings, Nebraska; † 16. September 1953 in Arlington, Virginia) war ein General der United States Army. Er war unter anderem als Superintendent Leiter der Militärakademie West Point.
Zwischen dem 19. Juni 1900 und dem 15. Juni 1904 absolvierte Jay Benedict die US-Militärakademie in West Point. Nach seinem Abschluss wurde er als Leutnant der Infanterie zugeteilt. In der Armee durchlief er anschließend alle Offiziersränge vom Leutnant bis zum Zwei-Sterne-General. Dabei war er verschiedenen Einheiten der US Army zugewiesen. In den Jahren 1908 bis 1912 sowie nochmals von 1916 bis 1917 war er Lehrer in West Point.
Während des Ersten Weltkriegs, an dem die Vereinigten Staaten seit April 1917 aktiv teilnahmen, war Benedict zwischen dem 1. September 1917 und dem 25. September 1918 Stabsoffizier bei der 153rd Depot Brigade in Camp Dix in New Jersey. Er war nicht aktiv im Krieg in Europa eingesetzt. Danach gehörte er bis 1924 dem Generalstab in Washington, D.C. an. In den Jahren 1925 bzw. 1926 absolvierte er die Command and General Staff School bzw. das Army War College. Zwischen 1926 und 1930 gehörte er erneut dem Generalstab in Washington an. Anschließend wurde er nach Hawaii versetzt, wo er zwischen 1930 und 1934 im Hawaiian Department der US Army als Inspector General amtierte.
Nach seiner Rückkehr war Jay Benedict in den Jahren 1934 und 1935 Stabsoffizier (executive officer) beim 16. Infanterie-Regiment in Fort Jay im New Yorker Hafen. Danach übernahm er im Jahr 1936 das Kommando des 12. Infanterie-Regiments, das in Fort Howard in Maryland stationiert war. Es folgte eine Berufung als Stabschef der 8th Corps Area. Im Jahr 1938 folgte Jay Benedict auf William Durward Connor als Leiter der Militärakademie in West Point. Dieses Amt bekleidete er bis zum 17. November 1940, als er von Robert Eichelberger abgelöst wurde. Zwischen dem 25. Oktober 1940 und dem 7. Oktober 1941 übernahm er, inzwischen zum Generalmajor befördert, das Kommando über das IV. Corps des US-Heeres und danach bis April 1942 das IX. Corps. Zwischen April 1942 und seinem Eintritt in den Ruhestand am 1. Mai 1946 war Jay Benedict erneut im Generalstab des Kriegsministeriums. Er nahm nicht aktiv am Kriegsgeschehen des Zweiten Weltkriegs teil.
Jay Benedict war seit 1924 in zweiter Ehe mit Loretta Maher Benedict (1888–1982) verheiratet. Das Paar hatte eine Tochter. Er starb am 16. September 1953 in Arlington und wurde auf dem dortigen Nationalfriedhof Arlington beigesetzt.

## Orden und Auszeichnungen
General Jay Benedict erhielt im Lauf seiner militärischen Laufbahn unter anderem folgende Auszeichnungen:
- Army Distinguished Service Medal
- Legion of Merit
- Spanish Campaign Medal
- Army of Cuban Occupation Medal
- Mexican Border Service Medal
- World War I Victory Medal
- American Defense Service Medal
- American Campaign Medal
- World War II Victory Medal